# Huigpark
Het Huigpark is een park in de Nederlandse stad Leiden.
Het park is gelegen achter het Stadsbouwhuis van de gemeente Leiden en langs de Maresingel. Toen de stadswal zijn functie verloor werd hier op de plek van het voormalig Papegaaie Bolwerk, gelegen aan de Marepoort, een grote begraafplaats aangelegd. Nadat die werd opgeheven werd het bolwerk afgegraven en kwamen hier vanaf 1902 de zogeheten 'Stedelijke Fabrieken van Gas en Elektriciteit'. Ook kwam een deel van de textielfabriek van Clos & Leembruggen op de voormalige begraafplaats te staan. De meeste van die gebouwen staan er nog steeds, maar op een deel van het voormalig opslagterrein van het energiebedrijf is het Huigpark aangelegd. Het park bestaat uit een wandelpad langs de singel, met een bescheiden rij bomen. Ook is er een speelweide. Op de Boomplantdag in 2014 werd het park verfraaid door het aanplanten van een eetbare lijsterbes (Sorbus aucuparia ‘edulis’), een rode variant van de tupoloboom (Nyssa sylvatica ‘wildfire’), een witte storaxboom (Styrax obassia), een rode berk (Betula pendula ‘royal frost’), een tamme kastanje (Castenea sativa), een mammoetboom of reuzensequoia (Sequoiadendron giganteum) en een Chinese linde (Tilia henryana).